# Life Short Call Now
Life Short Call Now è il ventiseiesimo album di Bruce Cockburn, pubblicato dalla True North Records nel 2006. Il disco fu registrato tra il 1° ed il 25 febbraio 2006 al : National Treasures' Studio, Puck's Farm, Schomberg, Ontario (Canada).

## Tracce
1. Life Short Call Now – 5:32 (Bruce Cockburn)
2. See You Tomorrow – 4:20 (Bruce Cockburn)
3. Mystery – 5:50 (Bruce Cockburn)
4. Beautiful Creatures – 5:09 (Bruce Cockburn)
5. Peace March – 3:20 (Bruce Cockburn)
6. Slow Down Fast – 3:39 (Bruce Cockburn)
7. Tell the Universe – 5:14 (Bruce Cockburn, Steve Lucas, Ben Riley, Julie Wolf)
8. This Is Baghdad – 6:21 (Bruce Cockburn)
9. Jerusalem Poker – 5:33 (Bruce Cockburn)
10. Different When It Comes to You – 2:20 (Bruce Cockburn)
11. To Fit in My Heart – 6:06 (Bruce Cockburn)
12. Nude Descending a Staircase – 4:23 (Bruce Cockburn)

## Musicisti
- Bruce Cockburn  - chitarre, voce
- Julie Wolf  - pianoforte, harmonium, organo, organo wurlitzer, organo fender rhodes, organo B-3, accordion, melodica
- Jonathan Goldsmith  - celeste, glockenspiel, maikotron, pianoforte prepared
- Jonathan Goldsmith  - pianoforte (brano : 3)
- Jonathan Goldsmith  - organo fender rhodes (brano : 12)
- Kevin Turcotte  - flicorno, tromba
- David Piltch -  basso, basso acustico
- Gary Craig - batteria, percussioni
- David Buchbinder  - corno alto (brano : 3)
- Kevin Turcotte  - corno alto (brano : 3)
- Scott Suttie  - double bell euphonium (brano : 3)
- Paul Neufield  - sousaphone (brano : 3)
- Ron Sexsmith  - accompagnamento vocale, coro (brano : 3)
- Hawksley Workman  - accompagnamento vocale, coro (brani : 3 & 6)
- Damhnait Doyle  - accompagnamento vocale, coro (brani : 1, 3 & 10)
- Ani DiFranco  - accompagnamento vocale, coro (brano : 2)
- Julie Wolf  - accompagnamento vocale, coro (brani : 7 & 11)
- Pamela Attariwala - viola
- Virginia Barron  - viola
- Caroline Blackwell  - viola
- Jonathan Craig  - viola
- Steve Dann  - viola
- Kathleen Kajioka - viola
- Jeewon Kim - viola
- Gary Labovitz - viola
- Teng Li - viola
- Nick Papadakis - viola
- Douglas Perry - viola
- Anna Redekip - viola
- Christopher Redfield - viola
- Angela Rudden - viola
- Beverly Spotton - viola
- Scott St. John - viola
- Josef Tamir - viola
- David Willms - viola
- Maurizio Baccante  - violoncello
- Roman Borys - violoncello
- Matt Brucek - violoncello
- David Hetherington - violoncello
- John Marshman - violoncello
- Paul Widner - violoncello
- Winona Zelenka - violoncello
- Roberto Occhipinti  - contrabbasso
- Charles Elliot - contrabbasso
- Jonathan Goldsmith - conduttore e arrangiamenti sezione strumenti ad arco e corde